# Southrepps
Southrepps is een civil parish in het bestuurlijke gebied North Norfolk, in het Engelse graafschap Norfolk met 815 inwoners.